# Limburgse eenstreepdansvlieg
De Limburgse eenstreepdansvlieg (Empis scutellata) is een vlieg uit de familie van de dansvliegen (Empididae). De wetenschappelijke naam van de soort werd in 1835 gepubliceerd door John Curtis.